# Никола Христич
Никола Христич е сръбски политик, неколкократно министър-председател по времето на трима владетели от династията на Обреновичите – Михаил, Милан и Александър.

## Биография
Родом от Сремска Митровица, която по това време (1818 г.) е в пределите на Австрия, в младежките си години Христич служи като подофицер в австрийските гранични войски. През 1840 година той емигрира в Сърбия. При управлението на княз Александър Караджорджевич Христич служи в съда и полицията. От 1856 до 1859 година е управител на Белград.
При княз Михаил Обренович Христич заема поста на вътрешен министър (1860-1868) и за кратко (1867-1868) ръководи правителството. Отговорен е за премахването на разбойничеството, потискането на политическата опозиция с полицейски методи и ограничаването на местното самоуправление. След убийството на княза Христич е уволнен и преследван от либералите.
През 1883 година Христич е назначен от крал Милан начело на безпартийно правителство, което разтуря доминираната от радикалите Скупщина, разпорежда разоръжаването на опълчението („народната войска“) и потушава Тимошкия бунт.
Христич е отново министър-председател през 1888 и през 1894-1895 година. През първия период помага на крал Милан да въведе нова конституция на кралството, през втория помага на сина му, крал Александър, да я отмени. До 1901 година е председател на Държавния съвет.